# Friedrich Reusch
Johann Friedrich Reusch (Siegen, 5 settembre 1843 – Agrigento, 15 ottobre 1906) è stato uno scultore tedesco.

## Biografia
Studiò presso l'Accademia delle arti di Prussia fino al 1867, successivamente lavorò con Albert Wolff, che lo aiutò a realizzare una statua equestre per il re Federico Guglielmo III.
Nel 1872 gli fu conferita una borsa di studio dalla Michael Beer Foundation, che gli permise di studiare a Roma. Dopo il suo ritorno a Berlino nel 1874, iniziò a lavorare come scultore.
Nel 1881 fu nominato professore e direttore presso la Kunstakademie Königsberg. Realizzò le statue di Alberto I di Prussia (1891) e Guglielmo I (1894), entrambe fuori dal Castello di Königsberg.